# Ulrike Meyfarthová
Ulrike Nasseová - Meyfarthová (* 4. května 1956 Frankfurt nad Mohanem, Hesensko) je bývalá západoněmecká atletka, dvojnásobná olympijská vítězka, mistryně Evropy a dvojnásobná halová mistryně Evropy ve skoku do výšky.

## Kariéra
V roce 1972 reprezentovala na Letních olympijských hrách v Mnichově. V šestnácti letech se stala historicky nejmladší vítězkou skoku do výšky. Výkonem 192 cm tehdy vyrovnala světový rekord Rakušanky Ilony Gusenbaurové. O rok později získala stříbro na juniorském mistrovství Evropy v Duisburgu.
V roce 1976 vybojovala výkonem 189 cm stříbrnou medaili na halovém ME v Mnichově, kde mj. vybojovala bronz československá výškařka Milada Karbanová. V témže roce neprošla sítem kvalifikace na Letních olympijských hrách v kanadském Montrealu, když nad její síly bylo překonání výšky 180 cm. Celkově obsadila dělené 22. místo.
Na evropském šampionátu 1978 v Praze na strahovském stadionu Evžena Rošického vybojovala páté místo. V roce 1979 si odvezla z halového ME ve Vídni bronzovou medaili. V témže roce získala za výkon 192 cm stříbro na světové letní univerziádě v mexickém Ciudad de Mexico.
V roce 1981 skončila na halovém ME ve francouzském Grenoblu těsně pod stupni vítězů, na 4. místě (188 cm). O rok později se stala v Miláně halovou mistryní Evropy, když ve finále překonala 199 cm. Stejnou výšku zdolala také Andrea Bieniasová (stříbro) z NDR a Katalin Sterková z Maďarska (bronz). Triumfovala též na ME v atletice v Athénách, kde vytvořila výkonem 202 cm nový světový rekord.
V roce 1983 získala na prvním atletickém mistrovství světa v Helsinkách stříbrnou medaili, když nestačila jen na sovětskou výškařku Tamaru Bykovovou, která jako jediná překonala ve finále dvoumetrovou hranici. 21. srpna 1983 na evropském poháru v Londýně překonala společně s Tamarou Bykovovou 203 cm a obě se staly držitelkami světového rekordu. Bykovová 25. srpna následně rekord v italské Pise vylepšila o další jeden centimetr.
V roce 1984 získala ve švédském Göteborgu druhý titul halové mistryně Evropy a podruhé se stala olympijskou vítězkou. V dějišti her, v kalifornském Los Angeles skočila ve finále napoprvé 202 cm a stala se druhou výškařkou v historii, jež vybojovala na olympijských hrách v této disciplíně dvě zlaté medaile. Totéž dokázala na začátku 60. let jen Rumunka Jolanda Balaşová, která první zlato získala na LOH v Římě v roce 1960 a o čtyři roky později titul obhájila na olympiádě v Tokiu.

### Osobní rekordy
- hala - 199 cm - 7. března 1982, Milán
- venku - 203 cm - 21. srpna 1983, Londýn